# Art Kane
Art Kane (Arthur Kanofsky; 9 de abril de 1925 - 3 de febrero de 1995) fue un fotógrafo estadounidense activo desde los años 1950 hasta principios de la década de 1990. Creó muchos retratos de músicos contemporáneos, incluyendo a Bob Dylan, Sonny y Cher, Aretha Franklin, Frank Zappa, Jim Morrison, Janis Joplin, The Rolling Stones y The Who.

## Carrera

### Inicios
Kane nació en la ciudad de Nueva York, hijo de padres judíos rusos. Durante la Segunda Guerra Mundial sirvió en una inusual unidad conocida como el Ejército Fantasma, una incubadora para muchos jóvenes artistas. A los 26 años se convirtió en el director de arte de la revista Seventeen y empezó a explorar su pasión por la fotografía, eventualmente estudiando con el legendario Alekséi Brodóvich.

### Reconocimiento y últimos años
En 1958 obtuvo reconocimiento al reunir a 57 músicos de jazz para la revista Esquire en Harlem. Esta fotografía se convirtió en la base de un documental, titulado A Great Day in Harlem.
Kane, de 69 años, se suicidó en 1995. Le sobreviven tres hijos, Nikolas, Anthony y Jonathan.